# ایلوژن
ایلوژن (انگلیسی: Illusion) شرکت بازی ویدئویی ژاپنی است، که در سال ۲۰۰۱ تأسیس شد.